# Bibiano de Almeida
Bibiano Francisco de Almeida (Porto Alegre, 19 de setembro de 1838 — Rio Grande, 5 de maio de 1892) foi um educador brasileiro.

## Biografia
Nascido em família pobre, foi educado em Porto Alegre, no seminário da rua da Igreja, fundado por Dom Feliciano Rodrigues Prates. Apesar de ter entrado para um seminário não seguiu a carreira eclesiástica, optando pelo magistério.
Foi professor público em Porto Alegre, especialmente no bairro Belém Velho. Perseguido pelo presidente da província por pretensas críticas foi demitido, mudando-se para Pelotas, onde abriu o Colégio Sul-Americano, em 1881. Algum tempo depois muda-se para Rio Grande, onde dava aulas particulares quando faleceu.
Foi membro da Sociedade Partenon Literário. É homenageado com o nome da rua Bibiano de Almeida, no Bairro da Glória, em Porto Alegre.